# WTA Challenger de Pune
O WTA Challenger de Pune – ou Royal Indian Open, na última edição – foi um torneio de tênis profissional feminino, de nível WTA Challenger Series.
Realizado em Pune, no sudoeste da Índia, estreou em 2012 e teve apenas uma edição. Os jogos eram disputados em quadras de duras durante o mês de novembro.

## Finais

### Simples
| Ano  | Campeã          | Vice-campeã       | Resultado |
| ---- | --------------- | ----------------- | --------- |
| 2012 | Elina Svitolina | Kimiko Date-Krumm | 6–2, 6–3  |

### Duplas
| Ano  | Campeãs                              | Vice-campeãs                          | Resultado        |
| ---- | ------------------------------------ | ------------------------------------- | ---------------- |
| 2012 | Nina Bratchikova Oksana Kalashnikova | Julia Glushko Noppawan Lertcheewakarn | 6–0, 4–6, [10–8] |